# 台蔗茅
台蔗茅（学名：Saccharum formosanum），又名台湾蔗草、紫台蔗茅，为禾本科甘蔗属下的一个物种，过去曾归类于近缘类群蔗茅属。
其种加词“formosanus”意为“台湾的”。